# Toledo (Ohio)
Toledo is een stad in de Amerikaanse staat Ohio en telt 287.208 inwoners (2010). Het is hiermee de 71e stad in de Verenigde Staten. De oppervlakte bedraagt 208,7 km², waarmee het de 82e stad is.
Toledo is de vestigingsplaats van de University of Toledo.

## Demografie
Van de bevolking is 13,1 % ouder dan 65 jaar en bestaat voor 32,8 % uit eenpersoonshuishoudens. De werkloosheid bedraagt 5,7 % (cijfers volkstelling 2000).
Ongeveer 5,5 % van de bevolking van Toledo bestaat uit hispanics en latino's, 23,5 % is van Afrikaanse oorsprong en 1 % van Aziatische oorsprong.
Het aantal inwoners daalde van 332.832 in 1990 naar 313.619 in 2000 en 287.208 in 2010.

## Klimaat
In januari is de gemiddelde temperatuur -5,3 °C, in juli is dat 22,3 °C. Jaarlijks valt er gemiddeld 837,4 mm neerslag (gegevens op basis van de meetperiode 1961-1990).

## Plaatsen in de nabije omgeving
De onderstaande figuur toont nabijgelegen plaatsen in een straal van 12 km rond Toledo.

## Geboren in Toledo
- Caroline Ransom Williams (1872-1952), egyptologe
- John Cromwell (1887-1979), filmregisseur en acteur
- Norman Bel Geddes (1893-1958), vormgever
- Pierre Gendron (1896-1956), acteur en scenarioschrijver
- Art Tatum (1909-1956), jazzpianist
- Lyman Spitzer (1914-1997), natuurkundige, astronoom en alpinist
- Marie Morisawa (1919-1994), geomorfoloog
- Shirley Mitchell (1919-2013), actrice
- Kate Wilhelm (1928-2018), schrijfster
- Gene Taylor (1929-2001), jazzcontrabassist
- Philip Baker Hall (1931-2022), acteur
- Teresa Brewer (1931-2007), zangeres
- Clifford David (1932-2017), acteur
- Gene Kranz (1933), gepensioneerde vluchtdirecteur en -manager van de NASA
- Gloria Steinem (1934), feministe, journaliste en activiste
- Jamie Farr (1934), acteur
- Anne Gee Byrd (1938), actrice
- Chet Jastremski (1941), zwemmer
- Stanley Cowell (1941-2020), jazzpianist en -componist
- Victor Raider-Wexler (1943), acteur
- Joseph Kosuth (1945), kunstenaar en fotograaf
- Stephen Hadley (1947), Assistent van de President voor Veiligheidszaken
- P.J. O'Rourke (1947-2022), journalist en schrijver
- Casey Biggs (1955), acteur
- Johnny and the Hurricanes (1957), rockband
- Anita Baker (1958), r&b-zangeres
- Doug Ducey (1964), gouverneur van Arizona
- Joe the Plumber (Samuel Joseph Wurzelbacher) (1973-2023), loodgieter
- Rich Sommer (1978), acteur
- Katie Holmes (1978), actrice
- Lyfe Jennings (1978), singer-songwriter, producer en muzikant
- Stacy Lewis (1986), golfprofessional
- Erik Kynard (1991), atleet
- Alyson Stoner (1993), model, zangeres, actrice en danseres